# カマラシーラ
カマラシーラ（梵: Kamalaśīla、チベット語: ཀ་མ་ལ་ཤཱི་ལ།、漢訳: 蓮華戒）は、インド仏教における瑜伽行中観派の僧侶。チベット仏教の始祖であるシャーンタラクシタ（寂護）の弟子。

## サムイェー寺の宗論
師シャーンタラクシタが、チベット（吐蕃）のティソン・デツェン王の招請でチベットに赴き、サムイェー寺を建立して仏教を広めた後も、カマラシーラはインドのナーランダー大僧院に残り、タントラの教授を行っていた。
その後786年に敦煌から連れて来られた中国禅僧摩訶衍の不思不観の教義が、シャーンタラクシタの死（787年）後にチベットで広がりを見せ、インド僧達との間で論争・政争が生じた。
劣勢に立たされたインド僧によりカマラシーラが招請され、サムイェー寺で論争が行われた（サムイェー寺の宗論）。
カマラシーラはこの論争に勝利し、以後インド仏教が正統とされ、チベット仏教の方向性が決定付けられた。

## 著作
- 『中観光明論』
- 『修習次第』